# 藪恵壹
藪 恵壹（やぶ けいいち、本名：藪 恵一〈読み同じ〉、1968年9月28日 - ）は、三重県南牟婁郡御浜町出身の元プロ野球選手（投手）・コーチ、解説者・評論家・YouTuber。

## 概要
投手としては、阪神タイガースで2003年のセントラル・リーグ優勝に貢献。個人の主要表彰ではNPBで1994年の新人王を獲得している。
1994年の登録名は藪 恵市（読み同じ）。
愛称は「恵ちゃん」。

## 経歴

### プロ入り前
小学校時代は野球の試合中に右腕を故障しながら、病院へ行かずプレーを続けた事もあるという。
高校は自宅から通学できること、東海地区より近畿地区の方がセンバツで甲子園出場の機会が多いと考え、和歌山県立新宮高等学校へ進学した。同校の2年先輩に山崎慎太郎がいたが、1年秋の大会後に部内の暴力事件が明るみに出て1年間の対外試合禁止を受けてしまう。3年夏は同年の甲子園に出場した桐蔭高等学校に、準々決勝で0-1のサヨナラ負けを喫する。県内には好投手の杉浦正則（和歌山県立橋本高等学校）がいたこともあり、殆ど注目されなかった。東京で数校のセレクションを受けたが実績もないため入学には至らず、都内で1年間の浪人生活を送るも志望校合格とはならなかった。野球を続けるために2浪は諦め東京経済大学に進学、首都大学リーグに加盟している同校の硬式野球部では2部リーグながら通算36勝を挙げる。登板しない試合では打者として出場し、首位打者争いをしたこともあった。この活躍で阪神を含む一部のスカウトからマークされることになった。
大学卒業後は朝日生命保険に入社。同社硬式野球部でプレーを続け、営業部員として勤務。在籍時の営業成績は全社の中でもトップクラスだったという。2年目には熊谷組の補強選手として第64回都市対抗野球大会に出場。準々決勝の三菱自動車川崎戦で先発登板すると7回2失点の好投を見せたが降板直後に追いつかれてしまい、延長11回でサヨナラ負けを喫した。
複数球団から声が掛かっていたものの、無名の大学時代からマークしてくれていた阪神タイガースを逆指名、1993年のドラフト1位で入団。背番号はエースナンバーの18を与えられ、入団を機に姓名判断で登録名を「恵市」とした。ちなみに東京経済大学出身のプロ野球選手は藪が初である。

### 阪神時代
1994年、新人ながら一軍の先発ローテーションに定着。チームトップの9勝（9敗）を挙げてセントラル・リーグの新人王を獲得。前半戦は6連勝、オールスターゲームにもセ・リーグ投手部門のファン投票1位で選出された。公式戦デビューから7試合目に先発で登板した5月24日の対読売ジャイアンツ戦（阪神甲子園球場）では、阪神の日本人投手として初めて「対巨人戦初登板初完封勝利」する。シーズン全体では、先発で登板した25試合のうち17試合でクオリティ・スタート、8試合で完投する。
1995年、登録名を「藪 恵壹」に変更。前年に続き規定投球回に到達、リーグ6位の防御率2.98・先発で7勝を挙げたものの、リーグ最多の13敗を喫した。
1996年、プロ入り後初めての開幕投手を務め、セ・リーグ最多となる30試合の先発登板を記録。自身初の2桁勝利となる11勝を挙げる一方、被安打数はリーグ最多でチームメイトの湯舟敏郎と共に2年連続で最多敗戦投手となる。
1997年、チームトップタイの10勝を挙げ、2年連続の2桁勝利。
1998年、2年ぶりに開幕投手を務め、シーズン自己最多タイの11勝で3年連続の2桁勝利、10敗ながらプロ入り後初となるシーズン勝ち越しを達成。
1999年は6勝16敗で自身3度目のリーグ最多敗戦投手となる（16敗は自己ワースト、これを超える敗戦数を記録した投手は2024年時点でNPBにはいない）。
2000年、入団1年目から7年連続でセ・リーグの最終規定投球回に到達したが、6勝10敗で6年連続2桁敗戦。
2001年、右肩故障の影響で、一軍公式戦17試合（先発8試合）登板に留まり、プロ入り後初の未勝利。
2002年、NPBの投手としては珍しい1桁の背番号4に変更。春季キャンプの前に電話で出演した『週刊トラトラタイガース』（読売テレビ）で、かつて背番号4を着用していた川藤幸三から、変更を勧められたことによる。4月2日の対横浜戦では663日ぶりの勝利を完投で飾り、開幕から好調を維持。しかし故障で途中離脱した影響から規定投球回に達しなかったものの、4年ぶりに10勝を記録して阪神入団後初めてシーズンの貯金を2つ以上にした。
2003年、開幕からローテーション入りしたものの好不調の波が激しく、7月には中継ぎに降格。後半は中継ぎと谷間の先発を担い、8勝3敗という成績（貯金は自己最多を更新）で、チームの18年振りセ・リーグ優勝に貢献。しかし、福岡ダイエーホークスと対戦した日本シリーズでは登板機会がなかった。
2004年、前年に続き好不調の波が激しく、防御率は1点近く改善したが6勝9敗と負け越す。シーズン中に海外FA権を取得。シーズン終了後にはMLBへの挑戦を視野に、FA権の行使を宣言した。メジャー挑戦後から楽天での現役引退までは中継ぎで起用されたため、先発としてのキャリアは同年が最後となった。

### アスレチックス時代
2005年1月、オークランド・アスレチックスへの入団が決定。野球を始めた時に付けた背番号13を再び着用した。逆指名でNPB球団へ入った選手がFA権を行使した上で他球団へ移籍した事例は、NPB他球団への移籍を含めても藪が初めてである。同年にMLB公式戦デビューを果たし中継ぎで40試合に登板、シーズン通算で4勝を挙げた。しかし契約オプションの2年目保有権をチームが行使しなかったため、シーズン終了後に自由契約となった。

### ポトロス時代
2006年はコロラド・ロッキーズとマイナー契約したが3月31日付で解雇となる。その後6月29日にリーガ・メヒカーナ・デル・パシフィコのティフアナ・ポトロスと契約した。

### 無所属時代
2007年は球団に所属せず浪人生活となり、1年間を自主トレーニングに費やした。同年は練習相手もおらず、ネットや壁にボールを投げて投球練習をすることもあったという。アマチュア時代も設備など野球環境が恵まれてはいなかったが「さすがに練習相手がいないのは堪えた」という。

### ジャイアンツ時代
2008年、メジャー復帰を目指し、サンフランシスコ・ジャイアンツとマイナー契約。キャンプ・オープン戦での背番号は72。同年3月30日に開幕メジャー枠に入ったことが球団から発表され、背番号は22となった。
4月14日の対アリゾナ・ダイヤモンドバックス戦で3年ぶりの勝利を記録した。39歳199日での白星は、当時の日本人メジャーリーガーの最年長記録となった。また同年5月30日の対サンディエゴ・パドレス戦では3対3の8回無死1・2塁からリリーフ登板し、ケビン・クーズマノフを1球でトリプルプレーに仕留めるという珍しい記録も作っている。なお、トリプルプレーを記録した日本人投手は1996年の野茂英雄以来2人目であった。同年は自身キャリアハイとなる60登板で3勝（6敗）9ホールド・防御率3.57を記録した。
2009年はメジャー契約でキャンプに臨むもオープン戦は不調で、3月5日にマイナー降格。メジャー40人枠を空けるための措置として3月20日（日本時間21日）にジャイアンツから戦力外通告を受け、翌21日に傘下のAAA級フレズノと再契約したが7月11日に解雇された。
2010年はMLB球団からのオファーを待ちながらアメリカ国内でトレーニングを続けていたが、7月26日から2日間にわたって千葉ロッテマリーンズの入団テストを受験。ブルペンでの投球で最速146km/hを記録し、テストに立ち会った一軍監督の西村徳文は獲得に前向きな姿勢を示していたが（当時）42歳という年齢面がネックになったため、結局は不合格となった。

### 楽天時代
さらに同年は7月29日からの2日間、東北楽天ゴールデンイーグルスの入団テストを受けた。するとNPBにおけるシーズン中の支配下選手登録最終日に当たる同月31日、球団から獲得を発表された。同年シーズン終了までの契約で、背番号は64。ロッテの入団テストを受けたことを知った一軍監督のマーティー・ブラウンが「一軍の試合で6回を任せられそうな救援投手が欲しい」と球団幹部に掛け合った末の緊急獲得であった。
入団後、8月10日の対埼玉西武ライオンズ戦（クリネックススタジアム宮城）7回表にNPB復帰後初の一軍戦登板を果たすも、1アウトを取っただけで4点を失って降板。その後は中継ぎで10試合・10回2/3を自責点2点と好投を続けたが、9月16日に札幌ドームでのランニング中に左足ふくらはぎの肉離れを起こしてしまい戦線離脱、その後は復帰することなくシーズン終了後に戦力外通告を受けた。戦力外直後は他球団での現役続行も視野に入れていたが、12月7日に引退を表明。表明の場に選んだのは、当日にオークランドで開幕したばかりのMLBウィンターミーティングで、MLB時代に世話になった人々への挨拶を兼ねて「志半ばですが、ランディング（着陸）します。まだ（野球を）やれるが、もう42歳なので、誘ってくれる球団はないでしょう」と述べた。

### 現役引退後

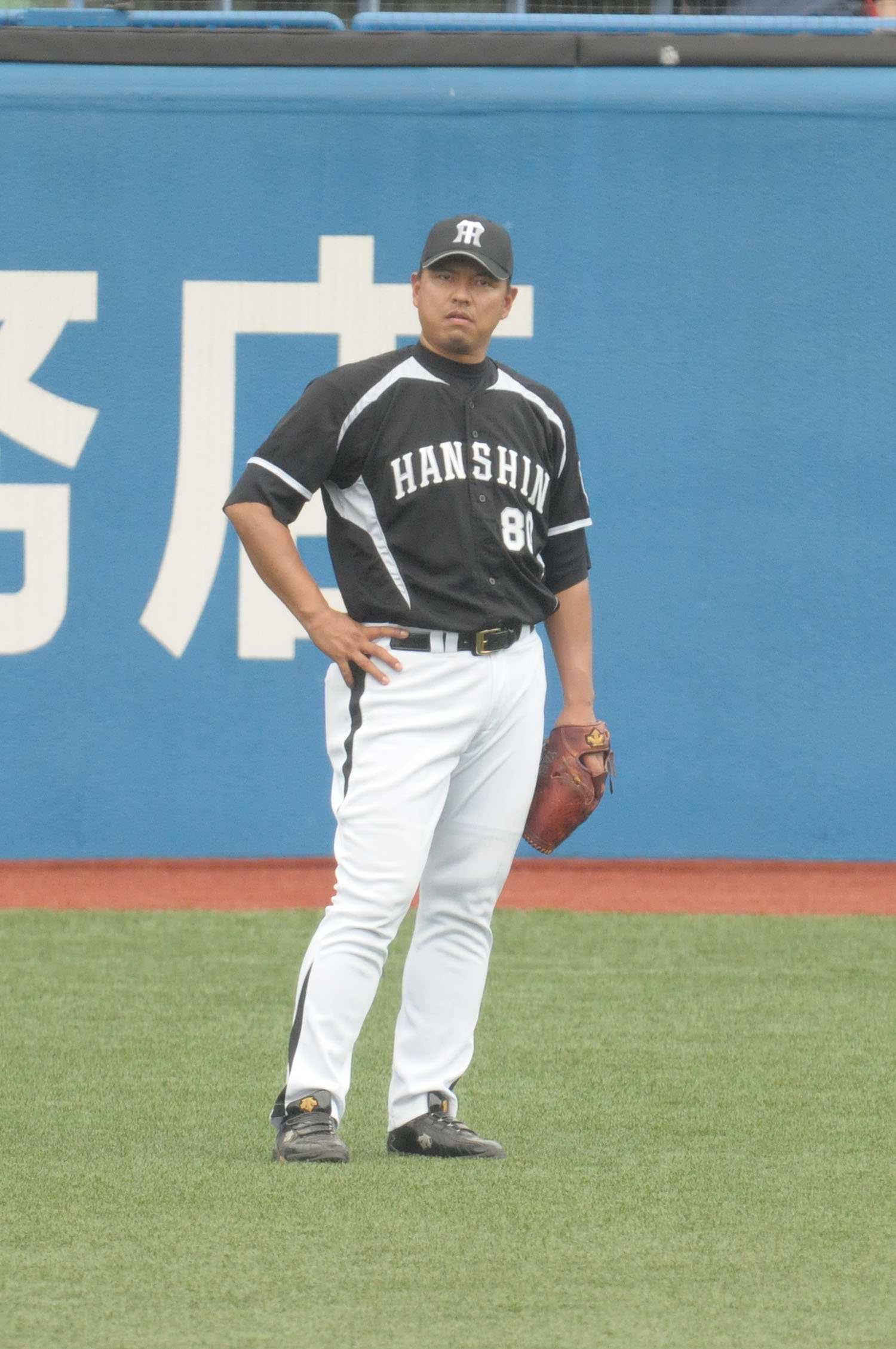
阪神コーチ時代（2012年8月17日、明治神宮野球場）

引退後は古巣・阪神に復帰し、二軍投手コーチ（2011年・ 2013年）・一軍投手コーチ（2012年）を務めた。
2010年12月17日に阪神との間で二軍投手コーチとしての契約を締結し、楽天からの戦力外通告直後からの就任要請を受ける格好で、現役時代以来7シーズンぶりに阪神へ復帰。背番号は岡田彰布の監督退任に伴う退団以降、空番になっていた80に決まった。
コーチ就任のオファーを受けると、メジャーや他球団での豊富な経験を踏まえ、最新のトレーニング法や練習に関してパワーポイントで資料を作成した上で球団首脳とのミーティングに臨み、プレゼンテーションを行った。
2013年オフの退団後は神戸市東灘区のスポーツクラブ「Japan Athlete Club STAY COOL」の講師へ就任、2014年からは毎日放送・GAORA解説者、2015年からは読売テレビ阪神戦中継（ゲスト）・J SPORTS「メジャーリーグ中継」解説者も務めている。
2017年からは夕刊フジ、2023年からはサンケイスポーツの評論家としても活動するほか、『週刊ベースボール』の名物企画「連続写真で見るプロのテクニック」で投手を取り上げる場合には投球フォームの解説を担当。
2018年12月には、解説者としての活動と並行しながら学生野球資格の回復に向けて講習会を受講。
2019年2月5日付で日本学生野球協会から資格回復の適性を認定されたため、同協会に加盟する大学・高校の硬式野球部での指導も可能になった。藪自身は、「（同協会加盟の高校の硬式野球部に所属する現役野手の）息子に（日本のプロ野球でのプレーを経験した選手では学生野球資格回復者にしか認められていない）アドバイスを送れるようにしたかった」とのことで、同年シーズン以降も解説者としての活動を続けている。

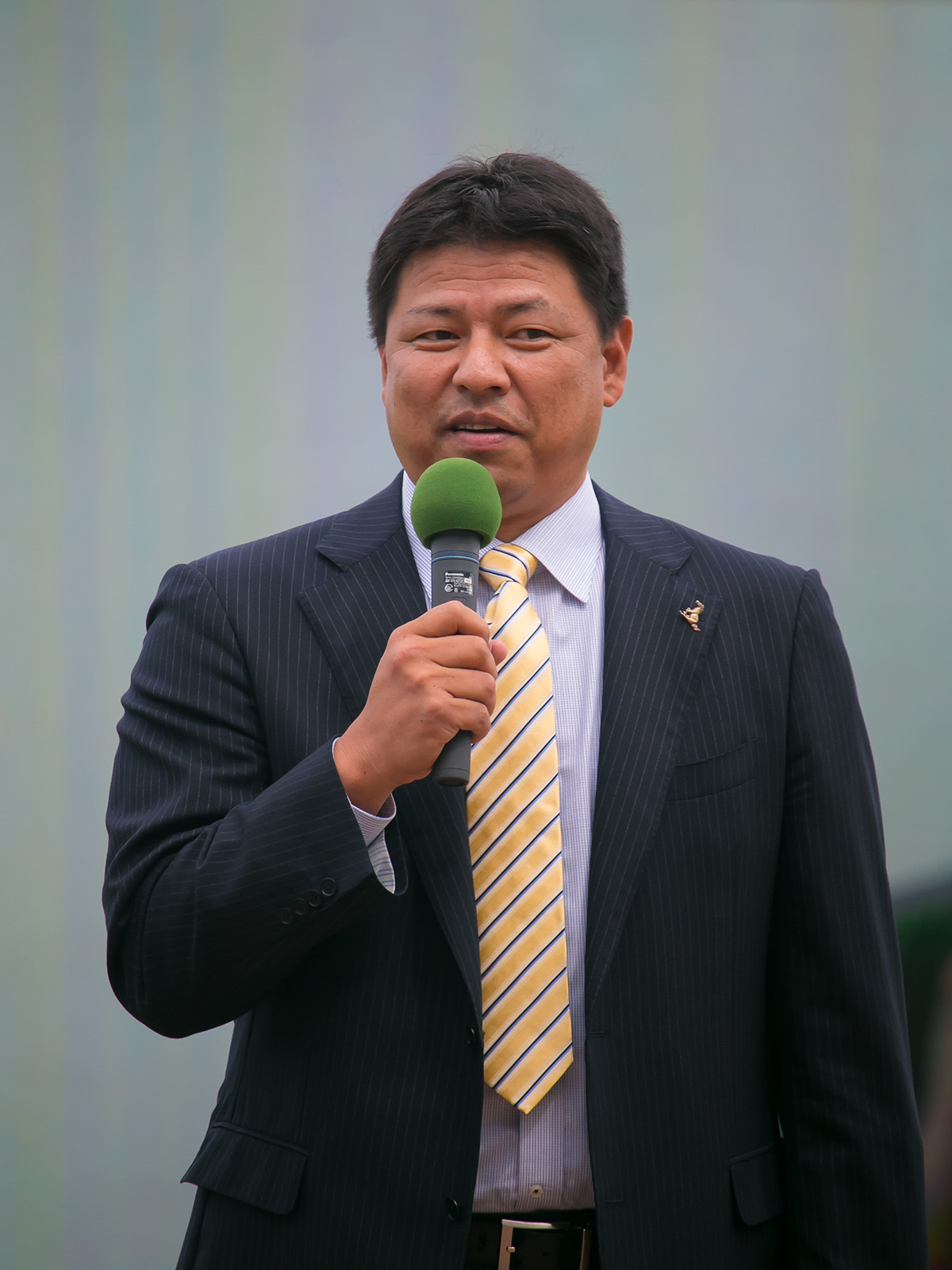
阪神競馬場トークイベントにて（2017年9月24日）

同年3月22日には、アスレチックスのOBを代表して岩村明憲と共にMLB開幕カード第2戦・オークランド・アスレチックス対シアトル・マリナーズ戦（東京ドーム）の始球式へ登場。岩村とバッテリーを組み、マリナーズOBのケン・グリフィー・ジュニアを相手に投球を披露した。また、同年12月4日〜10日にはタンザニアで野球指導を行っている。
2025年1〜2月、カリブ海沿岸諸国のウィンターリーグ王者が集う国際大会・第67回カリビアンシリーズにおいて、日本から招待された特別編成チーム "ジャパンブリーズ" の投手コーチを髙橋尚成とともに務めた。開催地のメキシコ合衆国バハ・カリフォルニア州メヒカリは、自身が2006-07シーズンの同国冬季リーグ "リーガ・メヒカーナ・デル・パシフィコ" でプレイしていた際の所属球団、アギラス・デ・メヒカリの本拠地である。当時の同僚だったフェルナンド・バレンズエラが2024年10月に死去したことから、藪にとってカリビアンシリーズへの帯同はバレンズエラ追悼の意味も込められていたという。なお、チームは4戦全敗の最下位に沈み敗退した。

## 清原和博との関係
インコースを苦手としていた清原和博に対して徹底した内角攻めを行い、多くの死球を与えたことで知られる。1997年8月20日の対巨人戦（東京ドーム）でシーズン3個目の死球を与え、清原が憤慨しながら指を3本突き出し 「3回目やぞ」と怒声をあげた。これに対し藪は「年俸3億ってこと？」「内角は弱点だし、清原さんの技術があるならよけられるでしょ」と挑発し、ますます清原を怒らせてしまったという。翌年の1998年7月10日の対巨人戦（東京ドーム）においても、シュートが内角高めに抜け、清原の右手親指をかすめ死球を与えてしまう。怒りで顔を紅潮させた清原はマウンドに歩み寄り藪を睨みつけ、睨み合いは約2分間も続いた。通算では6つの死球を与え、対戦成績50打数8安打0本塁打と、清原を手玉に取った。
藪は引退後にこの「対清原」ともいえる執拗な内角攻めについて真相を明かしており、巨人移籍当時の清原は1995年の右肩脱臼の影響で内角を捌き切ることが出来ない状態だったため、阪神のスコアラーも「4、5月はインコースを攻めてくれ。芯に当たっても全部レフトの方にファウルになるから」と投手陣に指示、清原もそれに臆するタイプではなかったため死球になるケースが増えたと解説している。
引退後の2012年11月18日に甲子園球場で行われた巨人対阪神のOB戦では、清原がキャッチャーの矢野燿大に「当時みたいに当ててくれ。」と頼み、矢野はそれを藪に伝えに行ったが、藪は「当てるのは嫌だ。背中の後ろを通すので勘弁して。」と断った。藪が打席の清原に対し背中の後ろを通るようなとんでもないボールを投げ、清原がマウンドに詰め寄るという当時の再現パフォーマンスをし、球場を大いに沸かせた。

## 詳細情報

### 年度別投手成績
| 年 度     | 球 団     | 登 板 | 先 発 | 完 投 | 完 封 | 無 四 球 | 勝 利 | 敗 戦 | セ 丨 ブ | ホ 丨 ル ド | 勝 率 | 打 者 | 投 球 回 | 被 安 打 | 被 本 塁 打 | 与 四 球 | 敬 遠 | 与 死 球 | 奪 三 振 | 暴 投 | ボ 丨 ク | 失 点 | 自 責 点 | 防 御 率 | W H I P |
| --------- | --------- | ----- | ----- | ----- | ----- | -------- | ----- | ----- | -------- | ----------- | ----- | ----- | -------- | -------- | ----------- | -------- | ----- | -------- | -------- | ----- | -------- | ----- | -------- | -------- | ------- |
| 1994      | 阪神      | 26    | 25    | 8     | 1     | 0        | 9     | 9     | 0        | --          | .500  | 743   | 181.1    | 174      | 12          | 42       | 3     | 2        | 110      | 2     | 1        | 67    | 64       | 3.18     | 1.19    |
| 1995      | 阪神      | 27    | 27    | 7     | 2     | 2        | 7     | 13    | 0        | --          | .350  | 813   | 196.0    | 185      | 19          | 50       | 1     | 10       | 118      | 4     | 1        | 73    | 65       | 2.98     | 1.20    |
| 1996      | 阪神      | 30    | 30    | 6     | 1     | 0        | 11    | 14    | 0        | --          | .440  | 834   | 195.1    | 204      | 14          | 51       | 1     | 11       | 145      | 1     | 1        | 97    | 87       | 4.01     | 1.31    |
| 1997      | 阪神      | 29    | 26    | 4     | 1     | 0        | 10    | 12    | 0        | --          | .455  | 768   | 183.0    | 172      | 23          | 62       | 6     | 10       | 111      | 9     | 0        | 79    | 73       | 3.59     | 1.28    |
| 1998      | 阪神      | 24    | 24    | 3     | 2     | 1        | 11    | 10    | 0        | --          | .524  | 692   | 164.0    | 159      | 11          | 51       | 0     | 8        | 90       | 4     | 2        | 74    | 64       | 3.51     | 1.28    |
| 1999      | 阪神      | 28    | 27    | 4     | 2     | 1        | 6     | 16    | 0        | --          | .273  | 737   | 173.1    | 175      | 16          | 57       | 8     | 11       | 95       | 4     | 0        | 80    | 76       | 3.95     | 1.34    |
| 2000      | 阪神      | 25    | 24    | 1     | 1     | 0        | 6     | 10    | 0        | --          | .375  | 638   | 151.0    | 162      | 19          | 30       | 4     | 4        | 95       | 7     | 0        | 76    | 70       | 4.17     | 1.27    |
| 2001      | 阪神      | 17    | 8     | 0     | 0     | 0        | 0     | 4     | 0        | --          | .000  | 250   | 55.0     | 55       | 2           | 33       | 4     | 5        | 26       | 5     | 0        | 32    | 25       | 4.09     | 1.60    |
| 2002      | 阪神      | 20    | 20    | 5     | 2     | 2        | 10    | 6     | 0        | --          | .625  | 532   | 131.2    | 118      | 14          | 30       | 1     | 6        | 97       | 3     | 0        | 48    | 46       | 3.14     | 1.12    |
| 2003      | 阪神      | 23    | 15    | 0     | 0     | 0        | 8     | 3     | 0        | --          | .727  | 405   | 97.2     | 97       | 13          | 27       | 0     | 2        | 67       | 4     | 0        | 50    | 43       | 3.96     | 1.27    |
| 2004      | 阪神      | 19    | 19    | 1     | 1     | 0        | 6     | 9     | 0        | --          | .400  | 480   | 116.1    | 108      | 8           | 36       | 0     | 6        | 75       | 5     | 0        | 44    | 39       | 3.02     | 1.24    |
| 2005      | OAK       | 40    | 0     | 0     | 0     | 0        | 4     | 0     | 1        | 1           | 1.000 | 262   | 58.0     | 64       | 6           | 26       | 3     | 8        | 44       | 2     | 0        | 34    | 29       | 4.50     | 1.55    |
| 2008      | SF        | 60    | 0     | 0     | 0     | 0        | 3     | 6     | 0        | 9           | .333  | 302   | 68.0     | 63       | 3           | 32       | 4     | 8        | 48       | 5     | 1        | 33    | 27       | 3.57     | 1.40    |
| 2010      | 楽天      | 11    | 0     | 0     | 0     | 0        | 0     | 0     | 0        | 2           | ----  | 48    | 11.0     | 9        | 2           | 6        | 0     | 2        | 6        | 0     | 0        | 6     | 6        | 4.91     | 1.36    |
| NPB：12年 | NPB：12年 | 279   | 245   | 39    | 13    | 6        | 84    | 106   | 0        | 2           | .442  | 6940  | 1655.2   | 1618     | 153         | 475      | 28    | 77       | 1035     | 48    | 5        | 726   | 658      | 3.58     | 1.26    |
| MLB：2年  | MLB：2年  | 100   | 0     | 0     | 0     | 0        | 7     | 6     | 1        | 10          | .538  | 564   | 126.0    | 127      | 9           | 58       | 7     | 16       | 92       | 7     | 1        | 67    | 56       | 4.00     | 1.47    |

- 各年度の太字はリーグ最高

### 表彰
NPB
- 新人王（1994年）
- 月間MVP：1回（投手部門：1994年5月）
- JA全農Go・Go賞：1回（最多奪三振賞：1997年5月）
- 優秀JCB・MEP賞：1回（1998年）
- サンスポMVP新人賞（1994年）[27]

### 記録
NPB初記録
- 初登板・初先発登板：1994年4月13日、対中日ドラゴンズ1回戦（阪神甲子園球場）、6回0/3を3失点で敗戦投手
- 初奪三振：同上、1回表に松井達徳から
- 初勝利・初先発勝利・初完投勝利：1994年4月19日、対広島東洋カープ1回戦（岡山県営球場）、9回1失点
- 初完封勝利：1994年5月24日、対読売ジャイアンツ7回戦（阪神甲子園球場）
- 初ホールド：2010年8月19日、対オリックス・バファローズ21回戦（スカイマークスタジアム）、6回裏2死に2番手で救援登板、1回無失点

NPB節目の記録
- 1000投球回：1999年6月5日、対ヤクルトスワローズ10回戦（明治神宮野球場）、4回裏2・3死目にロベルト・ペタジーニを遊撃ゴロ併殺打で達成 ※史上278人目
- 1500投球回：2003年7月11日、対読売ジャイアンツ17回戦（阪神甲子園球場）、1回表1死目に二岡智宏を遊撃ゴロで達成 ※史上151人目
- 1000奪三振：2004年8月11日、対横浜ベイスターズ16回戦（札幌ドーム）、5回裏に佐伯貴弘から ※史上112人目

NPBその他の記録
- オールスターゲーム出場：6回（1994年、1995年、1996年、1997年、1999年、2000年）

### 背番号
- 18（1994年 - 2001年）
- 4（2002年 - 2004年）
- 13（2005年）
- 22（2008年）
- 64（2010年）
- 80（2011年 - 2013年）

### 登場曲
- 『ウルトラマンガイア!』 / 田中昌之&大門一也[28]

## 関連情報

### 出演
野球解説者としてのレギュラー番組のみ記載。
- withタイガース　カワスポサタデー運動部!（MBSラジオ、2013年度のナイターオフ番組） - 2014年最初の放送（1月4日放送分）から出演
- MBSベースボールパーク（MBSラジオの阪神戦中継） - 2014年度から解説を担当。MBSとはラジオ中継のみ専属契約を結んでいるが、テレビ（MBSテレビ）の中継にもスポット契約で随時出演。ラジオでは、2019年度まで阪神戦中継にのみ出演していたが、2020年度からは（阪神との関西ダービーを除く）オリックス・バファローズ主催試合の（主にビジター地元局への裏送り向け）中継でも解説を担当する。(ビジター地元局への裏送り中継の初解説は2020年7月18日に福岡向けに放送されるRKBエキサイトホークスである)
  - with Tigers MBSベースボールパーク　みんなでホームイン!（2015・2016年度のナイターオフ期間限定番組） - 2015年度は水曜レギュラー。2016年度には、火曜日のレギュラーを務めるほか、土曜日の放送にも週替わりで出演していた。
  - MBSベースボールパーク（2017年度以降のナイターオフ版） - 土曜日に出演。本来の解説に加えて、アメリカ球界での体験談や、井上陽水、中尾彬、喪黒福造、デヴィ・スカルノなどの声真似も随時披露している。
    - 2018年度には、「ベースボールパークTIMES」として放送される第1部に「編集委員」という肩書で登場。2019年度には、生放送ではなく、「やぶ～ら・ぶら歩き」という街頭ロケ企画のみで構成される第2部に三ツ廣政輝（毎日放送アナウンサー）とのコンビで出演している。
- GAORAプロ野球中継（GAORA） - 2014年度から阪神戦の解説を担当
- 子守康範 朝からてんコモリ!月曜日（2014年5月5日 - 2019年6月） - 月に1回のペースで、コメンテーターとして、「今朝の特盛りチェック」（6時台中盤のコーナー）からエンディングまで登場。2018年10月のリニューアルまでは、当時7時前に放送していた「てんスポ」（スポーツコーナー）にのみ出演していた。
- せやねん!（2015年3月28日 - ） - 第1部の「せやねん!スポーツ」から「どこいこ?」まで出演。

上記の番組以外にも、読売テレビの阪神戦中継や、同局が制作する『す・またん!』などに不定期で出演している。